# Vittoria Colonna de Cabrera
Vittoria Colonna, coniugata Enriquez de Cabrera (Marino, 10 dicembre 1558 – Medina de Rioseco, 4 gennaio 1633), è stata contessa consorte e reggente di Modica, duchessa di Medina de Rioseco.

## Biografia
Vittoria, era figlia di Marcantonio II Colonna, viceré di Sicilia dal 1577 al 1584, e di Felicia Orsini. Nacque nel palazzo Colonna, in Marino, dove trascorse l'infanzia e la prima giovinezza. Per un accordo del fratello cardinale Ascanio sposò per procura, il 31 dicembre 1586, Luis Enríquez de Cabrera y Mendoza, ammiraglio di Castiglia e duca di Medina de Rioseco. Il marito divenne conte di Modica nel 1596. La coppia ebbe sei figli, dei quali solo i seguenti tre sopravvissero:
- Anna (1589), sposò Francisco Fernández de la Cueva, VII duca di Alburquerque;
- Felicia (1594), sposò Francisco Gómez de Sandoval-Rojas y Padilla, II duca di Lerma;
- Giovanni Alfonso (1596), sposò Luisa de Sandoval Padilla, figlia di Cristóbal Gómez de Sandoval y de la Cerda, I duca di Uceda.

La contea di Modica era il più grande stato feudale del regno di Sicilia: ebbe una lunga durata, dal 1282 al 1812, sotto l'amministrazione dei Mosca, dei Chiaramonte, dei Cabrera, degli Enriquez, degli Alvarez de Toledo e degli Stuart y Silva. Dopo l'emanazione delle leggi eversive della feudalità (1812), il titolo dei conte di Modica è tuttora detenuto dai discendenti degli Stuart y Silva.
Morto nel 1600 il consorte, Vittoria assunse la reggenza della contea di Modica in nome e per conto del figlio minorenne Juan Alfonso Enríquez de Cabrera, che amministrò con fermezza, ma, suo malgrado, si trovò a dover fronteggiare gravi difficoltà economiche. Infatti il marito Luis aveva contratto una notevole mole di debiti soprattutto a causa delle spese di rappresentanza affrontate per il matrimonio di Filippo III, re di Spagna, con Margherita d'Austria-Stiria nel 1599. La contessa ricoprì l'incarico di dama di compagnia della regina a Madrid. In Sicilia risiedette specialmente nel castello di Modica e in quello di Vittoria da lei fatto costruire.
Vittoria Colonna decise così di richiedere al monarca spagnolo la concessione di un privilegio regio per la fondazione di un nuovo insediamento, che le avrebbe consentito di risollevare le sorti del patrimonio familiare. La richiesta venne accolta, e l'atto sovrano, concesso il 31 dicembre 1606 a Madrid, dispose la riedificazione dell'antica Camarina. La nuova città sorse con il nome di Vittoria (oggi in provincia di Ragusa) in onore della sua fondatrice, il 24 aprile del 1607, che vi fece trasferire diversi nuclei familiari per aumentare lo sfruttamento agricolo della parte occidentale della contea modicana.
Raggiunta la maggiore età del figlio nel 1617, questi diventerà conte di Modica, quindi viceré di Sicilia (1641) e viceré di Napoli (1644, fino al febbraio del 1646). Vittoria Colonna si ritirò in seguito in Spagna, dove dimorò tra Madrid e Medina de Rioseco. Dopo questa decisione si hanno pochissime notizie sulle vicende che la condussero alla morte avvenuta nel 1633. Venne sepolta nella chiesa di San Francesco di Medina de Rioseco all'interno della cappella di famiglia, in cui erano tumulati il marito e Anna I, ultima esponente legittima dei Cabrera (ancora oggi è possibile vedere la lapide funeraria con gli stemmi inquartati Colonna-Enriquez de Cabrera).
La città di Vittoria ha intitolato il proprio teatro comunale neoclassico, inaugurato nel 1863, alla contessa Vittoria Colonna, ed ha ottenuto nel 1990 il trasferimento delle sue spoglie in città, nella barocca basilica di San Giovanni Battista.

## Ascendenza
|                        |                      |                                | Genitori                |  |  | Nonni |  |  | Bisnonni           |  |  | Trisnonni       |  |
|                        |                      |                                |                         |  |  |       |  |  | Fabrizio I Colonna |  |  | Odoardo Colonna |  |
|                        |                      |                                |                         |  |  |       |  |  | Fabrizio I Colonna |  |  | Odoardo Colonna |  |
|                        |                      | Filippa Conti                  |                         |  |  |       |  |  | Fabrizio I Colonna |  |  |                 |  |
| Ascanio I Colonna      |                      |                                |                         |  |  |       |  |  | Fabrizio I Colonna |  |  |                 |  |
|                        |                      | Agnese di Montefeltro          | Federico da Montefeltro |  |  |       |  |  |                    |  |  |                 |  |
|                        |                      | Agnese di Montefeltro          | Federico da Montefeltro |  |  |       |  |  |                    |  |  |                 |  |
|                        |                      | Agnese di Montefeltro          | Battista Sforza         |  |  |       |  |  |                    |  |  |                 |  |
| Marcantonio II Colonna |                      | Agnese di Montefeltro          |                         |  |  |       |  |  |                    |  |  |                 |  |
|                        |                      | Ferdinando d'Aragona           | Ferdinando I di Napoli  |  |  |       |  |  |                    |  |  |                 |  |
|                        |                      | Ferdinando d'Aragona           | Ferdinando I di Napoli  |  |  |       |  |  |                    |  |  |                 |  |
|                        |                      | Ferdinando d'Aragona           | Diana Guardato          |  |  |       |  |  |                    |  |  |                 |  |
| Giovanna d'Aragona     |                      | Ferdinando d'Aragona           |                         |  |  |       |  |  |                    |  |  |                 |  |
|                        |                      | Caterina Castellana de Cardona | …                       |  |  |       |  |  |                    |  |  |                 |  |
|                        |                      | Caterina Castellana de Cardona | …                       |  |  |       |  |  |                    |  |  |                 |  |
|                        |                      | Caterina Castellana de Cardona | …                       |  |  |       |  |  |                    |  |  |                 |  |
| Vittoria Colonna       |                      | Caterina Castellana de Cardona |                         |  |  |       |  |  |                    |  |  |                 |  |
|                        | Gian Giordano Orsini | …                              |                         |  |  |       |  |  |                    |  |  |                 |  |
|                        | Gian Giordano Orsini | …                              |                         |  |  |       |  |  |                    |  |  |                 |  |
|                        | Gian Giordano Orsini | …                              |                         |  |  |       |  |  |                    |  |  |                 |  |
| Girolamo Orsini        | Gian Giordano Orsini |                                |                         |  |  |       |  |  |                    |  |  |                 |  |
|                        |                      | Felice Della Rovere            | …                       |  |  |       |  |  |                    |  |  |                 |  |
|                        |                      | Felice Della Rovere            | …                       |  |  |       |  |  |                    |  |  |                 |  |
|                        |                      | Felice Della Rovere            | …                       |  |  |       |  |  |                    |  |  |                 |  |
| Felicia Orsini         |                      | Felice Della Rovere            |                         |  |  |       |  |  |                    |  |  |                 |  |
|                        |                      | Bosio II Sforza                | Federico I Sforza       |  |  |       |  |  |                    |  |  |                 |  |
|                        |                      | Bosio II Sforza                | Federico I Sforza       |  |  |       |  |  |                    |  |  |                 |  |
|                        |                      | Bosio II Sforza                | Bartolomea Orsini       |  |  |       |  |  |                    |  |  |                 |  |
| Francesca Sforza       |                      | Bosio II Sforza                |                         |  |  |       |  |  |                    |  |  |                 |  |
|                        |                      | Costanza Farnese               | Papa Paolo III          |  |  |       |  |  |                    |  |  |                 |  |
|                        |                      | Costanza Farnese               | Papa Paolo III          |  |  |       |  |  |                    |  |  |                 |  |
|                        |                      | Costanza Farnese               | Silvia Ruffini          |  |  |       |  |  |                    |  |  |                 |  |
|                        |                      | Costanza Farnese               |                         |  |  |       |  |  |                    |  |  |                 |  |

## Galleria d'immagini

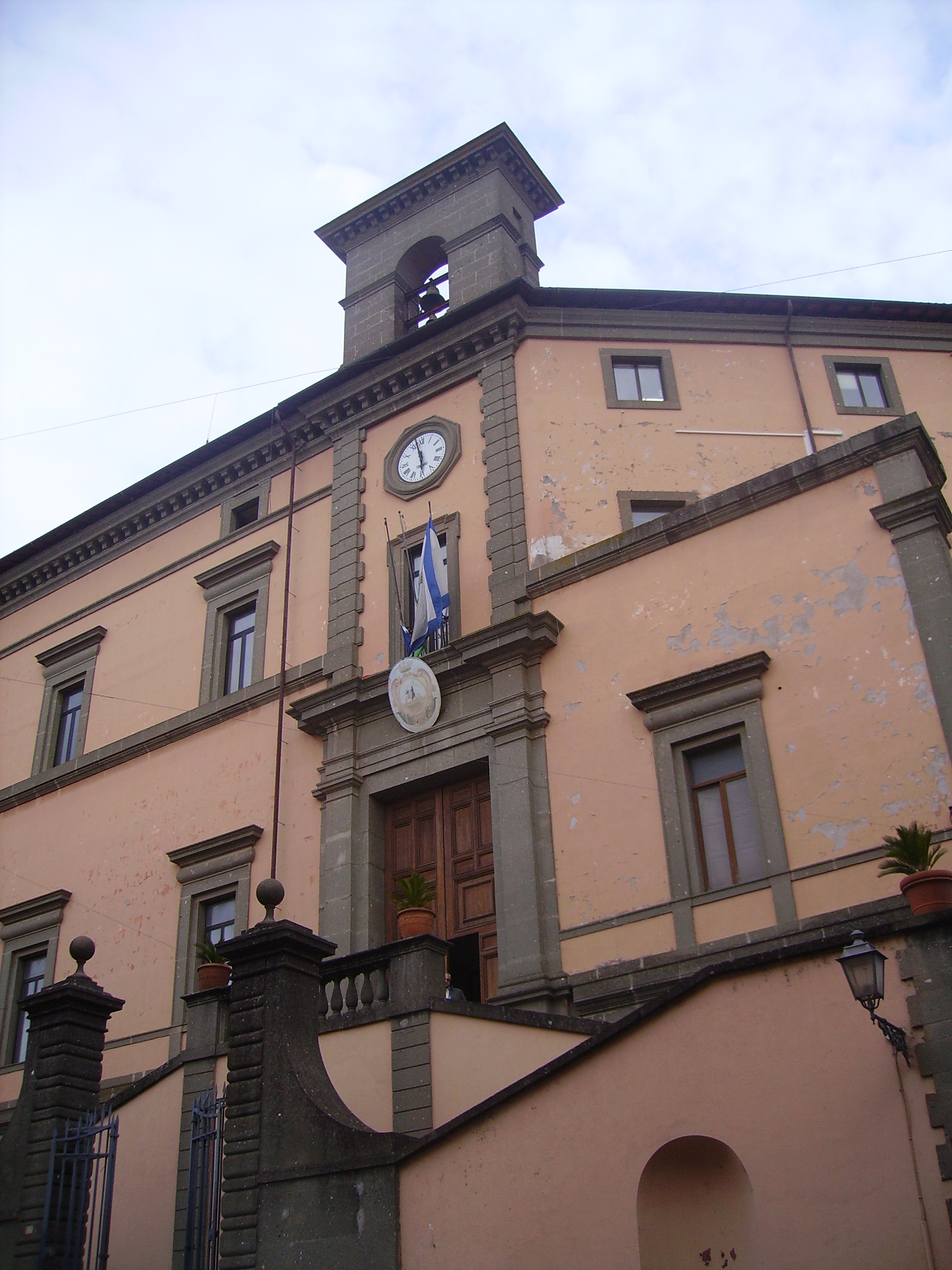
Palazzo Colonna (Marino)
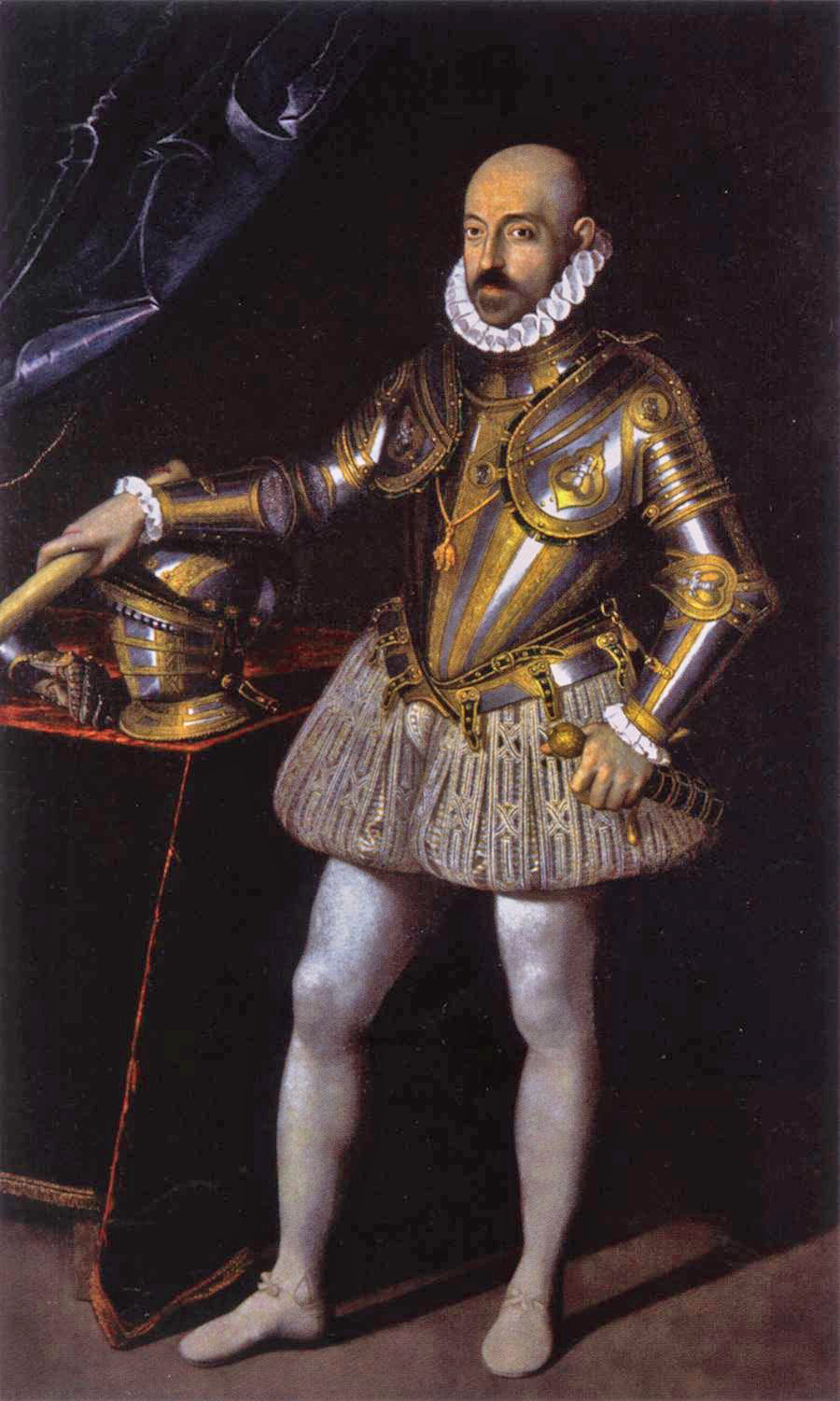
Il padre di Vittoria, Marcantonio II Colonna
Blasone degli Enriquez
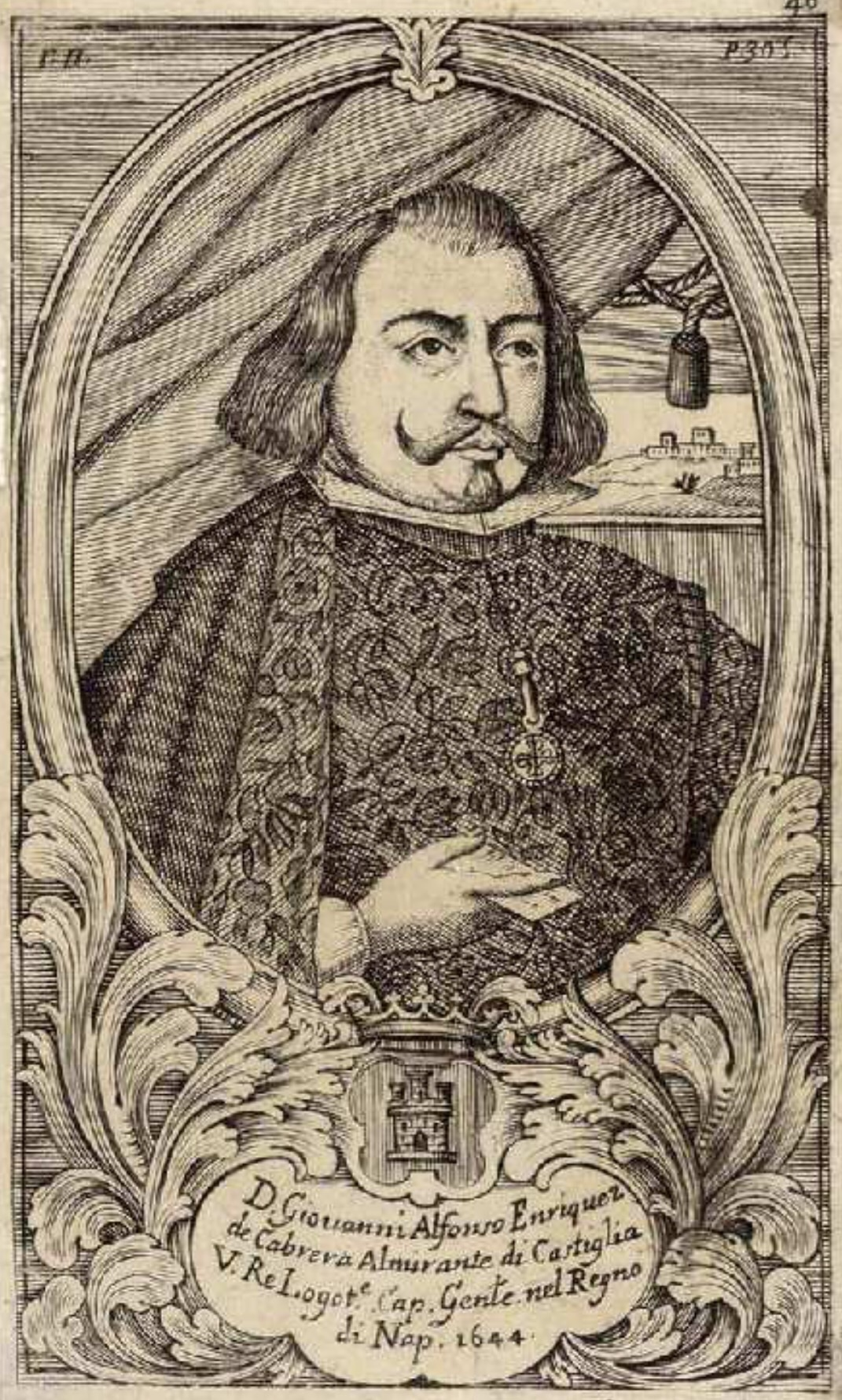
Il figlio di Vittoria,  Giovanni Alfonso
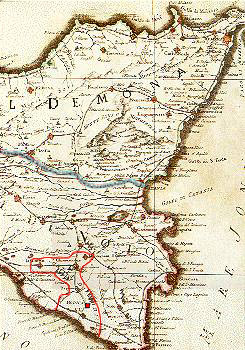
Carta della contea di Modica
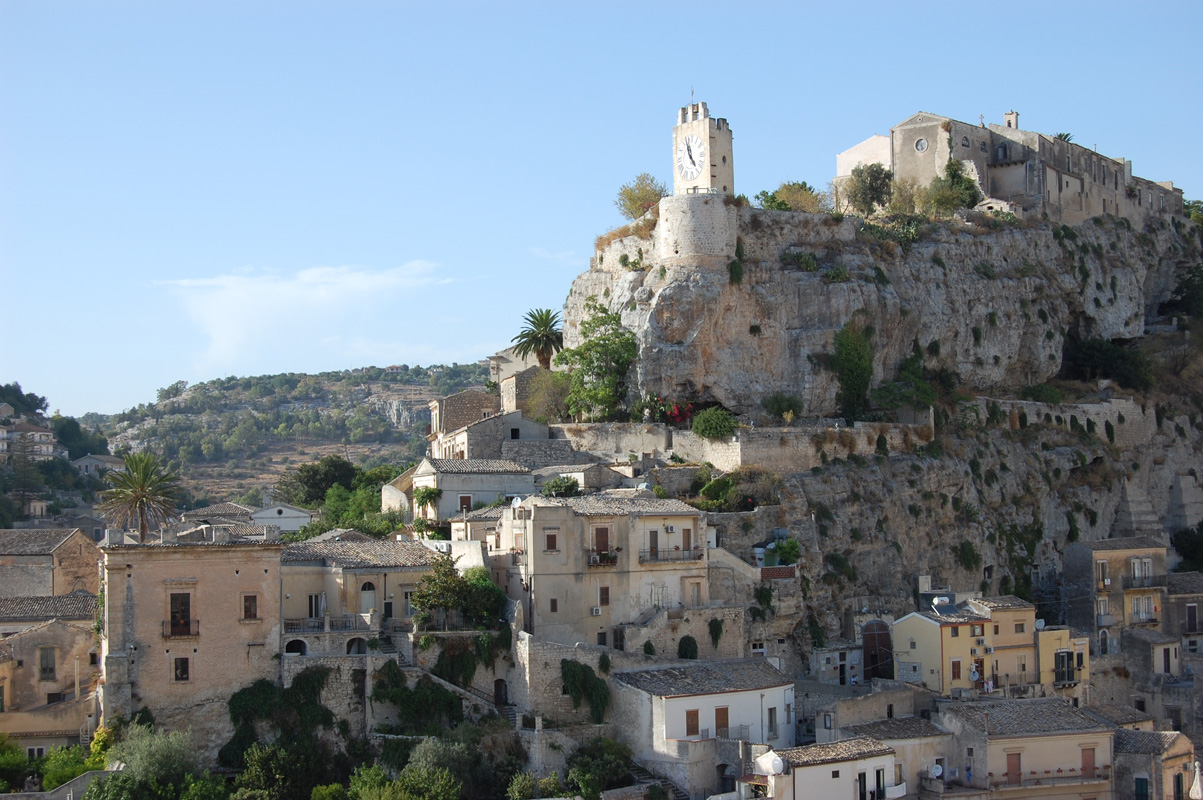
Il castello di Modica
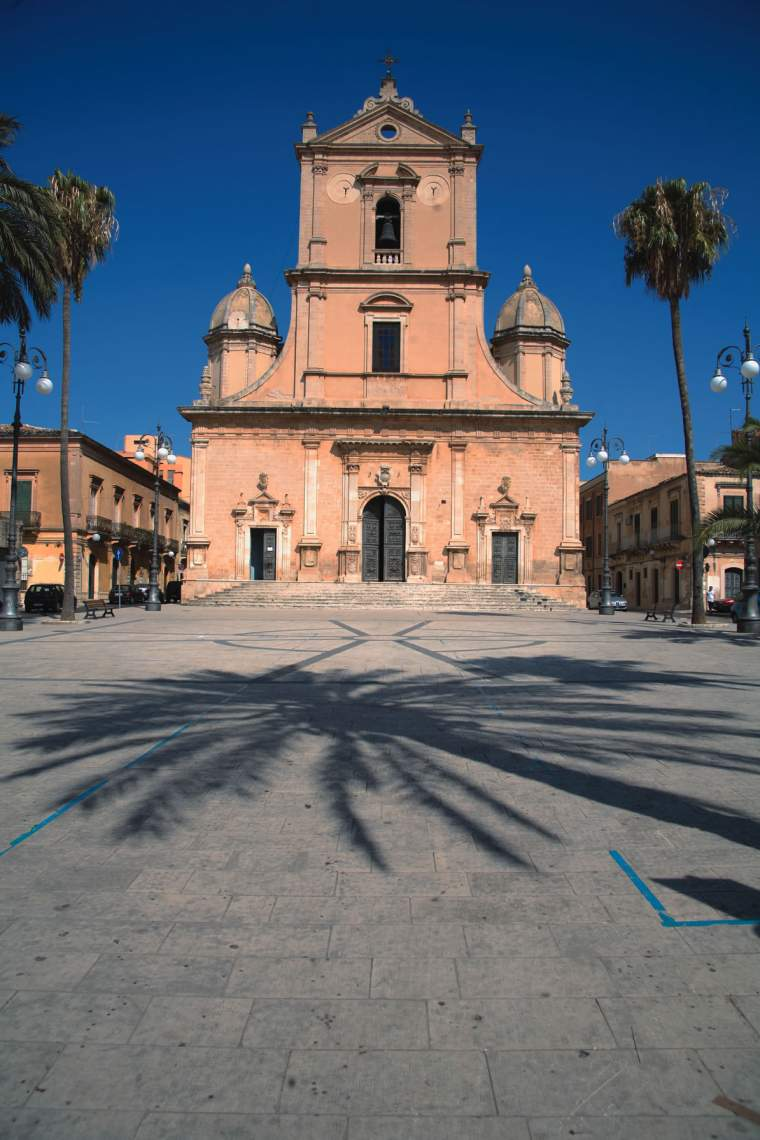
Basilica di San Giovanni Battista (Vittoria), in cui è sepolta la contessa
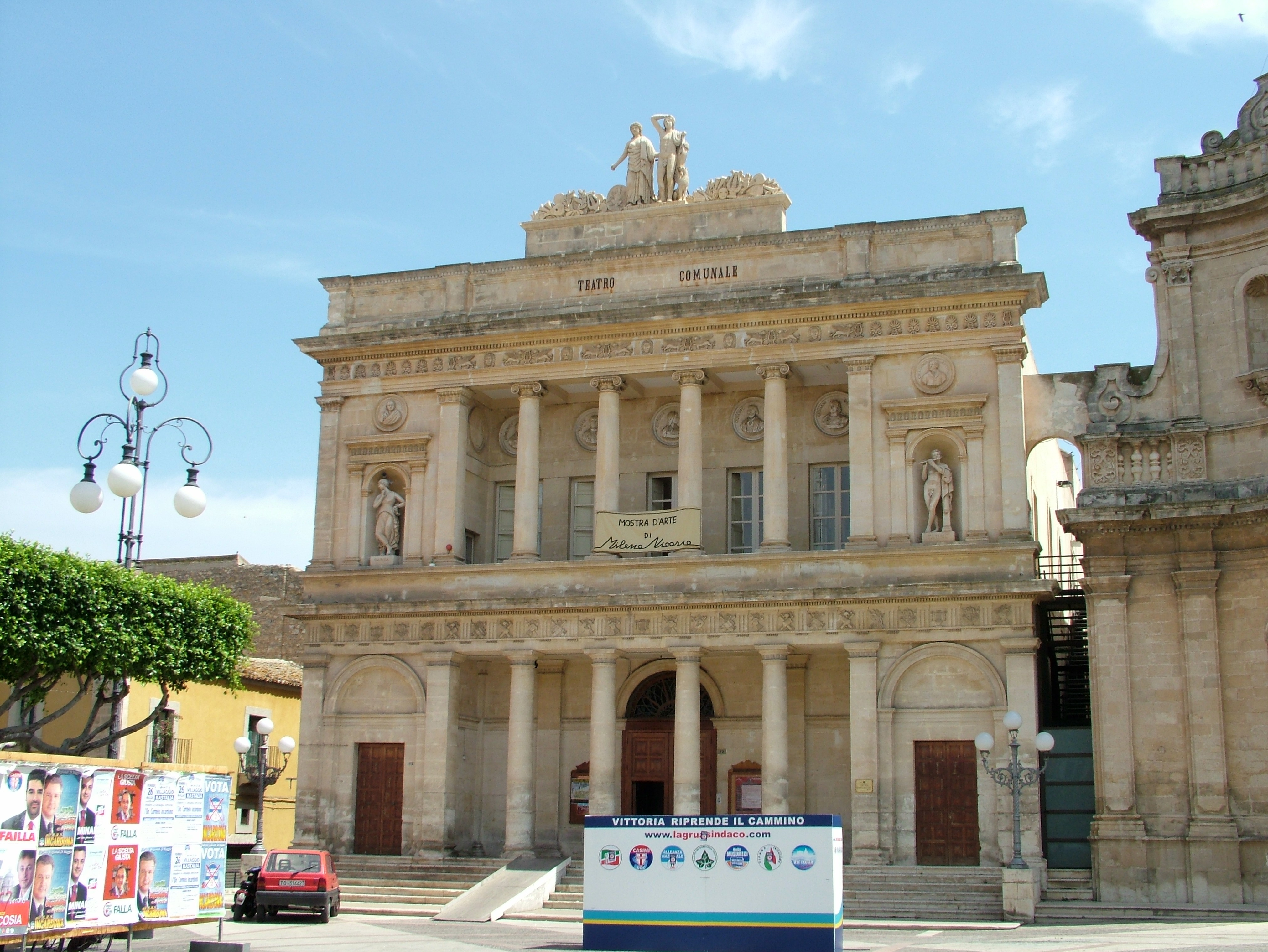
Teatro comunale Vittoria Colonna (Vittoria)